# 青龙寺 (淮北)
青龙寺位于安徽省淮北市烈山区宋疃镇马桥乡前桥庄的青龙山上，具有一千七百多年的历史，传说这个地方最初是三国时期蒋干后代的祠堂，在明洪武年间才被改建为青龙寺保留至今。青龙寺的后面至今还有十余座坟，叫蒋家林。由于青龙寺的历史悠久，建筑物破损较严重，为此政府对青龙寺进行了全面的整修。一九八七年青龙寺被濉溪县人民政府列为重点文物保护单位，2012年6月被安徽省人民政府列为第六批省级文物保护单位。